# ジョージ・ギャラップ

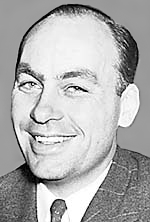
George Gallup

ジョージ・ホレース・ギャラップ（George  Horace  Gallup、1901年11月18日 – 1984年7月27日）は、抽出調査の技法を開発したアメリカ合衆国の調査実務家で、世論調査に用いられる抽出調査の統計学的技法によって成功したギャラップ調査（Gallup poll）の創始者。

## 生涯
アイオワ州ジェファーソン（Jefferson）に生まれたギャラップは、ローレンスビル・スクールからアイオワ大学へ進み、フットボール選手、シグマ・アルファ・イプシロン・フラタニティのメンバー、独立した日刊の大学新聞「The Daily Iowan」の編集長となった。1923年にB.A.を得て卒業し、1925年にM.A.、1928年にPh.D.を取得した。
1925年に、オフェリア・スミス・ミラー（Ophelia Smith Miller）と結婚し、後に2人の息子をもうけた。後に、ギャラップの関心が選挙の予測など政治関係の世論に向かうきっかけのひとつは、義理の母オーラ・バブコック・ミラー（Ola Babcock Miller）がアイオワ州の州務長官（1933年 - 1937年）を務めたことにあった。
学位を得たギャラップは、アイオワ大学、ドレーク大学（Drake University）、ノースウェスタン大学、コロンビア大学でジャーナリズムや心理学関係科目の教鞭を執りながら、調査実務に携わった。1932年にニューヨークの広告会社ヤング・アンド・ルビカムに参加し、印刷媒体やラジオの受容についての調査に関わった。
1935年、ギャラップは、後のギャラップ社の前身となる the American Institute of Public Opinion を設立した。1936年、ギャラップが設立した新しい組織は、大統領選挙においてフランクリン・ルーズベルトがアルフレッド・ランドンに勝つことを、わずか5,000人の調査回答者数で正確に予想し、全国的な注目を集めた。これは、200万人以上の回答を集めた「The Literary Digest」誌がランドンの勝利を予想したのとは対称的な結果であった。ギャラップは、選挙結果を正確に予想しただけでなく、小規模ながら適切なランダム・サンプリング技法による調査を行い、「The Literary Digest」がどのような予想を出すかも正確に予測した。ギャラップは1937年にコロンビア大学の教職を離れ、調査実務に専念するようになった。
12年後、1948年の大統領選挙の際に、ギャラップの組織は、彼らとしては最も重大な失敗を犯し、トマス・E・デューイがハリー・S・トルーマンに5から15パーセントの差をつけて勝利すると予想した。ギャラップは、この失策が選挙投票日の3週間も前の時点で調査を行ったことによるものであると考えた。
1947年、ギャラップは、世界各地の調査を行なう国際組織、Gallup International Associationを立ち上げた。ギャラップは、1976年には、世界各地で生活の質についての共通した調査を行うことを始め、現在に至っている。
1948年、ギャラップはクロード・E・ロビンソン（Claude E. Robinson）とともに、広告調査会社ギャラップ・ロビンソン（Gallup and Robinson, Inc.）を設立した。
1958年、ギャラップは、傘下にあった調査実施会社などをすべてグループ化し、ギャラップ社を結成した。
1984年7月26日、ギャラップは、スイス・ベルン州高地部のチンゲル（Tschingel）村にあった夏の別荘で、心筋梗塞に倒れ、翌27日に死去した。ギャラップは、プリンストン墓地（Princeton Cemetery）に埋葬された。